# Grinch (film)
Grinch – amerykański film animowany z 2018, powstały na podstawie książki Dr. Seussa.

## Wersja polska
Wersja polska: Start International Polska

Tekst polski i reżyseria: Bartosz Wierzbięta

Kierownictwo muzyczne: Adam Krylik

Dźwięk i montaż: Renata Gontarz

Kierownictwo produkcji: Dorota Nyczek

Udział wzięli:
- Jarosław Boberek – Grinch
- Lila Wassermann – Cindy Lou Ktoś
- Ewa Prus – Donna
- Karol Kwiatkowski – Guciek
- Jan Szydłowski – Axl
- Antonina Żbikowska – Izzy
- Jakub Strach – Ozzy
- Grzegorz Pawlak – Bombelbaum
- Mirosława Krajewska – Burmistrz Mcgerkle
- Marek Robaczewski – Narrator

W pozostałych rolach:
- Marta Dobecka
- Marta Dylewska
- Przemysław Glapiński
- Malwina Jachowicz
- Elżbieta Kopocińska
- Maciej Maciejewski
- Joanna Pach-Żbikowska
- Krzysztof Plewako-Szczerbiński
- Michał Podsiadło
- Katarzyna Wincza
- Franciszek Wojnarowski

Kolęda w wykonaniu: Katarzyny Owczarz, Małgorzaty Szymańskiej, Adama Krylika i Krzysztofa Pietrzaka

## Odbiór

### Box office
Budżet filmu jest szacowany na 75 milionów dolarów. W Stanach Zjednoczonych i Kanadzie film zarobił ponad 270 mln USD. W innych krajach zyski wyniosły blisko 238, a łączny zysk ponad 508 milionów dolarów.

### Krytyka w mediach
Film spotkał się z mieszaną reakcją krytyków. W serwisie Rotten Tomatoes 58% z 136 recenzji jest pozytywne, a średnia ocen wyniosła 5,9/10. Na portalu Metacritic średnia ocen z 32 recenzji wyniosła 51 punktów na 100.